# Проспект Текстильників
Проспект Текстильників розташований у Дніпровському районі Херсона, з'єднує вулиці Перекопську з Кримською. Проспект сформований в 50-70-х роках XX століття.

У 1971 році на проспекті встановлено пам'ятник Шевченку Т. Г. (автори: скульптор Білокур І., та архітектор Тарасов Ю.)
Проспект Текстильників починається від пам'ятника Шевченку Т. Г., що встановлений на широкій алеї та обернений у бік головного фасаду Обласного палацу молоді. Замикає перспективу проспекту кінотеатр «Супутник», відкритий у 1961 р., два 9-поверхових житлових будинки № 1 та № 10 з промтоварними магазинами на перших поверхах та будівля АТС.

## Джерело-посилання
- інформація на www.mycity.kherson.ua («Мой город - Херсон») [Архівовано 16 серпня 2015 у Wayback Machine.] (рос.)